# Cabana del Toni
La Cabana del Toni és una cabana del terme municipal de Conca de Dalt, dins de l'antic terme d'Hortoneda de la Conca, pertanyent al poble d'Hortoneda.
Està situada al sud-oest d'Hortoneda, a la partida d'Enquinano, al nord-est de la Cabana del Bellera.